# Zele admirabilis
Zele admirabilis är en stekelart som beskrevs av Maeto 1986. Zele admirabilis ingår i släktet Zele och familjen bracksteklar. Inga underarter finns listade i Catalogue of Life.